# トレジャー・アイランド (ホテル)
TI:トレジャー・アイランド（TI:Treasureisland）は、アメリカ合衆国ネバダ州ラスベガスにあるカジノホテルである。
スティーブンソンの宝島をイメージしていて、もともとのテーマはカリブの海賊。2003年に開業10周年を迎え、イメージチェンジを行った。